# 酒井直次 (陸軍軍人)
酒井 直次（さかい なおじ、1891年（明治24年）3月26日 - 1942年（昭和17年）5月28日）は、日本の陸軍軍人。第15師団長、陸軍通信学校長、歩兵第19旅団長等を歴任し、階級は陸軍中将功二級に至る。暗号通信の権威として知られる。本籍は東京府。

## 人物
1891年（明治24年）3月26日、出羽国庄内藩初代藩主酒井忠勝の6男酒井忠直(藩主家一門・酒井奥之助家)の後裔である、酒井直興の次男として山形県西田川郡鶴岡五日町（現・鶴岡市）に生まれる。1902年（明治35年）、東京に移住し、1903年（明治36年）、成城中学校に入学。
1904年（明治37年）、陸軍中央幼年学校予科に入学し同本科を経て、1911年（明治44年）5月27日、陸軍士官学校を92番/740名で卒業する。酒井は第23期士官候補生で、同期には第5軍司令官の清水規矩中将（1番/740名）、第28軍司令官桜井省三中将（3番/740名）や、第31軍司令官の小畑英良中将（12番/740名）、北支那方面軍司令官根本博中将（16番/740名）らがいる。
同年12月26日、陸軍歩兵少尉に任官され歩兵第29連隊付となる。1920年（大正9年）12月には陸軍大学校（32期）を卒業し、以後、歩兵将校として累進した。1921年（大正10年）5月、参謀本部付勤務となり、参謀本部員を経て、1923年（大正12年）3月、サガレン州派遣軍参謀となりシベリア出兵に出動。1925年（大正14年）5月、参謀本部付に転じ、第16師団参謀を経て、1927年（昭和2年）5月、歩兵少佐に昇進し歩兵第2連隊付となる。参謀本部員を経て、1929年（昭和4年）7月、暗号研究のためポーランドへ出張した。
1930年（昭和5年）6月、参謀本部員に発令され、1931年（昭和6年）3月、歩兵中佐に進級。1933年（昭和8年）8月、関東軍司令部付（特種情報班長）となり満州に赴任。1935年（昭和10年）8月1日、歩兵大佐に昇進し陸軍通信学校教育部長に就任。その後、1937年（昭和12年）3月1日、歩兵第4連隊長となる。1938年（昭和13年）7月15日、陸軍少将に進み、同郷の師団長・石原莞爾の下で歩兵第19旅団長を勤める。
1940年（昭和15年）12月2日、陸軍通信学校長、1941年（昭和16年）3月1日、陸軍中将進級を経て、同年8月20日、第15師団長に親補され、中国前線に復帰する。1942年（昭和17年）5月28日、酒井は浙江省蘭渓県で作戦中に乗馬が地雷を踏み戦死する。歴代の第15師団長では唯一の戦死者である。酒井は数々の戦功から功二級金鵄勲章のほか、功三級金鵄勲章も受章している。
なお、『庄内人名辞典』では、名前の読みが「なおつぐ」となっている。

## 系図
```
酒井忠直・・・直寛━┳━直方
　　　　　　　　　　┃
　　　　　　　　　　┗━直鳳━┳━恒可（大山春治）
　　　　　　　　　　　　　　　┃
　　　　　　　　　　　　　　　┣━直興━━直次━━次武
　　　　　　　　　　　　　　　┃
　　　　　　　　　　　　　　　┗━直温━━温理

```

## 栄典
位階
- 1912年（明治45年）3月1日 - 正八位 [1]
- 1915年（大正4年）2月20日 - 従七位[2]
- 1920年（大正9年）3月20日 - 正七位[3]
- 1925年（大正14年）5月1日 - 従六位[4]
- 1930年（昭和5年）5月16日 - 正六位[5]
- 1935年（昭和10年）6月15日 - 従五位[6]
- 1942年（昭和17年）5月28日 - 正四位[7]

勲章等
- 1923年（大正12年）7月24日 - 勲六等瑞宝章[8]
- 1927年（昭和2年）10月13日 - 勲五等瑞宝章[9]
- 1934年（昭和9年）2月7日 - 勲四等瑞宝章[10]
- 1939年（昭和14年）5月19日 - 勲二等瑞宝章[11]
- 1940年（昭和15年）8月15日 - 紀元二千六百年祝典記念章[12]

外国勲章佩用允許
- 1935年（昭和10年）9月21日 - 満洲帝国：満洲帝国皇帝訪日記念章[13]

## 親族
- 従兄弟 酒井温理（青山学院大学教授）
- 妻 酒井貞子 大村信行（陸軍中将）の娘。
- 長男 酒井次武（陸軍大尉、陸上自衛隊陸将）

## 参考資料
- 『庄内人名辞典』 編纂・出版：庄内人名辞典刊行会。
- 秦郁彦編『日本陸海軍総合事典』第2版、東京大学出版会、2005年。
- 福川秀樹『日本陸軍将官辞典』芙蓉書房出版、2001年。
- 外山操編『陸海軍将官人事総覧 陸軍篇』芙蓉書房出版、1981年。